# ناین دراگونز
ناین دراگونز (انگلیسی: Nine Dragons) شرکت هلدینگ کاغذسازی هنگ کنگی است، که در سال ۱۹۹۴ تأسیس شد.